# Liste der Monuments historiques in Dampierre-et-Flée
Die Liste der Monuments historiques in Dampierre-et-Flée führt die Monuments historiques in der französischen Gemeinde Dampierre-et-Flée auf.

## Liste der Immobilien
| Bezeichnung      | Beschreibung           | Standort                 | Kennzeichnung | Schutzstatus | Datum | Bild           |
| ---------------- | ---------------------- | ------------------------ | ------------- | ------------ | ----- | -------------- |
| Kirche St-Pierre | ab dem 13. Jahrhundert | Place de l’Eglise (Lage) | PA00112246    | Inscrit      | 1984  | weitere Bilder |

## Liste der Objekte
| Bezeichnung                 | Beschreibung                                        | Standort                       | Kennzeichnung | Schutzstatus | Datum | Bild |
| --------------------------- | --------------------------------------------------- | ------------------------------ | ------------- | ------------ | ----- | ---- |
| Weihwasserbecken            | Gusseisen, 15. Jahrhundert                          | in der Kirche St-Pierre (Lage) | PM21000712    | Classé       | 1913  |      |
| Skulptur Madonna mit Kind   | Holz, farbig gefasst und vergoldet, 16. Jahrhundert | in der Kirche St-Pierre (Lage) | PM21000713    | Classé       | 1913  |      |
| Gemälde Mariä Heimsuchung   | Ölfarbe auf Holz, bezeichnet 1720                   | in der Kirche St-Pierre (Lage) | PM21000714    | Classé       | 1925  |      |
| Gemälde Anbetung der Könige | Ölfarbe auf Holz, 17. Jahrhundert                   | in der Kirche St-Pierre (Lage) | PM21000715    | Classé       | 1925  |      |
| Glocke                      | Bronze, 1764 gegossen                               | in der Kirche St-Pierre (Lage) | PM21000716    | Classé       | 1960  |      |